# Гренвильская складчатость

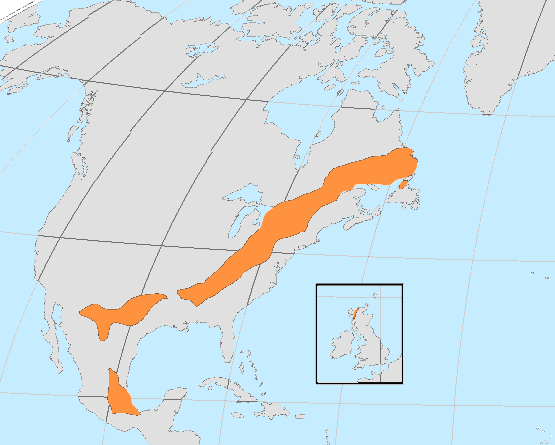
Пояс гренвильских пород в Северной Америке

Гренвильская складчатость (англ. Grenvillian Orogeny, по названию посёлка Гренвиль, Квебек, Канада) — эпоха тектогенеза, проходившего в конце мезопротерозоя. Основные события Гренвильской складчатости датируются 1,08—0,98 млрд лет назад и связаны со столкновением континентальных плит (по всей видимости, Лаврентийского и Амазонского кратонов) на последнем этапе формирования Родинии.
Периоду интенсивных тектонических изменений предшествовали период медленного накопления донных осадков между 1,3 и 1,2 млрд лет назад и период охватившего большие географические регионы магматизма между 1,18 и 1,08 млрд лет назад. Во время столкновения материковых плит между 1,08 и 0,98 млрд лет назад происходило быстрое поднятие и обнажение глубинного ядра — гренвильская складчатость стала последней из затронувших докембрийское ядро Лаврентии и последним этапом формирования протерозойского суперконтинента Родинии. В процессе столкновения кратонов исчез долгое время существовавший океан на юго-востоке Лаврентийской платформы.
Следы гренвильской складчатости представляют собой широкую полосу магматических и метаморфических горных пород на востоке Северной Америки, протянувшуюся на 2000 км от Атлантического побережья Южного Лабрадора до озера Гурон и Адирондакских гор, а затем ещё на 1500 км на юго-запад до луки Миссисипи, западной части Техаса и Мексики. Породы, родственные ассоциируемым с гренвильской складчатостью, встречаются отдельными подземными или обнажёнными массивами в районе Аппалачей. По другую сторону Атлантического океана аналогичные породы известны на севере Швеции и Норвегии, а также в виде выступов в каледонидах в Норвегии, Шотландии и Северной Ирландии. Основную массу гренвильских пород составляют гнейсы, демонстрирующие высокие степени метаморфизации (амфиболиты, гранулиты, местами эклогиты).